# ヘルムート・ロロフ
ヘルムート・ロロフ（Helmut Roloff, 1912年10月9日 – 2001年11月 ベルリン）はドイツのピアニスト・音楽教師。

## 経歴
1935年にベルリン高等音楽学校に入学し、リヒャルト・リュスラーに師事。1938年にはヴラディーミル・ボルコフスキーの個人指導を受ける。
第2次世界大戦中は、「赤いオーケストラ」の呼び名で知られるレジスタンス集団のシュルツ＝ボイゼン（またはハルナック）・セクトに所属して反ナチ闘争に従事し（1940～42年）、1943年に仲間とともにゲシュタポによって逮捕される。
1950年にベルリン芸術大学（1945年新設）の教員に任命され、1953年に正教授に、1970年から学長に就任。1978年4月1日に勇退し、亡くなるまでベルリンに過ごした。日本では、メンデルスゾーン作品の録音によって知られている。